# Psy
Park Jae-Sang (em coreano: 박재상 (hangul); 朴載相 (hanja); romaniz.: Bak Jae-sang (Romanização revisada); Pak Chae-sang (McCune-Reischauer); nascido em Seocho-gu, Seul, Coreia do Sul, em 31 de dezembro de 1977), mais conhecido pelo seu nome artístico PSY (em coreano: 싸이; romaniz.: Ssai (Romanização revisada); estilizado em letras maiúsculas), é um cantor, rapper, compositor, produtor musical e empresário sul-coreano. Tornou-se popular nacionalmente, por seus vídeos humorísticos e apresentações de palco, e mundialmente por seu single viral "Gangnam Style", presente em seu sexto álbum de estúdio Psy 6 (Six Rules), Part 1 (2012). Desde então, Psy já apareceu em inúmeros programas de televisão, incluindo X-Man, Golden Fishery, Todaye e The X Factor (Austrália).
Em 21 de dezembro de 2012, o vídeo musical de "Gangnam Style" ultrapassou a marca de um bilhão de visualizações na plataforma de vídeos YouTube, tornando-se o primeiro a fazê-lo na história da plataforma. Este feito rendeu-lhe o título de "Rei do YouTube". Mais tarde, em 31 de maio de 2014, o vídeo musical de "Gangnam Style" tornou-se o primeiro a atingir a marca de dois bilhões de visualizações. Após o êxito comercial do single, Psy seguiu lançando mais canções para o mercado internacional em formato digital, seu próximo single, intitulado “Gentleman”, foi lançado em abril de 2013, e seu vídeo musical obteve em vinte e quatro horas, mais de 40 milhões de visualizações. Posteriormente, em junho de 2014, lançou "Hangover", com a participação do rapper estadunidense Snoop Dogg. 
Em 2015, após três anos de seu sexto álbum de estúdio, Psy lançou Chiljip Psy-da contendo os singles "Daddy" e "Napal Baji", e em 2017 seu oitavo álbum, de nome 4X2=8, foi lançado com os singles "I Luv It" e "New Face". Dois anos depois, Psy abriu sua própria gravadora intitulada P Nation, responsável pelo lançamento de material de diversos outros artistas. No ano de 2022, é lançado o seu mais recente álbum de estúdio intitulado "싸다9" que romanizado pode ser grafado como "Ssada 9", esse álbum no qual houve um lançamento de uma música "That That" na qual o Suga membro do já consagrado e mais importante grupo masculino de K-pop "BTS", teve participação. 
Como resultado de suas conquistas na indústria da música, Psy é considerado o primeiro artista de K-Pop a conseguir realizar o feito de entrar efetivamente na indústria musical ocidental. O Ministério da Cultura, Esportes e Turismo da Coreia do Sul reconheceu suas realizações para a cultura do país e lhe concedeu a medalha da Ordem do Mérito Cultural Okgwan.

## Biografia

### 1977–1995: Primeiros anos
Park Jae-sang nasceu em 31 de dezembro de 1977, um sábado, em uma família abastada, no distrito de Gangnam em Seul, Coreia do Sul. Seu pai, Park Won-Ho, é o presidente executivo da DI Corporation, um produtor de equipamentos para a fabricação de semicondutores, listado na Korea Exchange. Sua mãe, Kim Young-hee, possui diversos restaurantes em Gangnam.
Park frequentou as escolas Banpo (반포) Elementary e depois a Sehwa (세화) High School. O artista não gostava da escola e era conhecido como o palhaço da sala. Quando tinha quinze anos, assistiu a um programa de televisão coreano que o introduziu a música pop estrangeira. Em um episódio em particular, a banda de rock britânica Queen se apresentou no estádio de Wembley, onde tocou o single "Bohemian Rhapsody" de 1975. Park disse que este concerto despertou seu amor pela música.

## Carreira musical

### 1996–2000: Estudo nos Estados Unidos e início de carreira
Como parte dos preparativos para assumir a DI Corporation de seu pai, Park planejou originalmente estudar administração de empresas na Universidade de Boston em 1996, aos dezenove anos. No entanto, após sua chegada aos Estados Unidos, ele perdeu o interesse em seus estudos, gastando seus fundos financeiros restantes em instrumentos musicais e equipamentos de entretenimento, incluindo um computador, um teclado elétrico e uma interface MIDI. Depois de frequentar um curso de verão de inglês e estudar por um semestre, Park largou a Universidade de Boston e se inscreveu para estudar na Berklee College of Music. Durante seu tempo na Berklee, Park teve aulas de currículo básico em treinamento auditivo, escrita contemporânea e síntese musical, mas logo desistiu e voltou para a Coreia do Sul para seguir a carreira de cantor, sem ter obtido um diploma tanto na Universidade de Boston quanto pela Berklee.
Já na Coreia do Sul, Psy fez sua primeira aparição na televisão nacional em 2000, depois que sua dança chamou a atenção de um produtor de televisão.

### 2001–2002:Psy from the Psycho World!, controvérsia e êxito no mercado coreano
Em janeiro de 2001, Psy lançou seu álbum de estreia chamado de  Psy from the Psycho World !, como um cantor de hip hop novato, ele agitou a cena musical pop coreana com letras contundentes, movimentos de dança peculiares e aparência não convencional, o que lhe valeu o apelido de "o cantor bizarro". Seu álbum de estreia acabou sendo multado pelas autoridades do governo sul-coreano, devido ter sido considerado como contendo "conteúdo impróprio".
Mais tarde, em 1 de janeiro de 2002, Psy lançou seu segundo álbum de estúdio, Ssa2, cuja venda foi restrita para maiores de dezenove anos, além de receber reclamações de grupos civis, devido à influência considerada potencialmente negativa sob crianças e adolescentes que o álbum teria. Desde então, ele passou a ser considerado um artista controverso. Em 19 de setembro do mesmo ano, Psy lançou seu terceiro álbum de estúdio, 3 Mai (3 Psy), sua faixa título "Champion ", obteve grande êxito, tornando-se popular em parte, devido ao entusiasmo dos jogos da Copa do Mundo FIFA de 2002 realizados no país. Posteriormente, Psy foi premiado como compositor no Seoul Music Awards, marcando seu avanço na indústria musical sul-coreana. 

### 2003–2009: Serviço militar obrigatório,Ssajibe re-enlistamento
Em 2003, Psy foi convocado para o exército sul-coreano como parte do serviço militar obrigatório imposto a homens sul-coreanos de 18 a 35 anos. Ele foi dispensado do serviço militar por trabalhar em uma empresa de desenvolvimento de software (o governo sul-coreano concede isenções para aqueles com conhecimentos técnicos trabalham em empresas que atendem ao interesse nacional). Devendo ser dispensado de suas funções no ano de 2005. Mais tarde, em julho de 2006, ele lançou seu quarto álbum de estúdio Ssajig, o single "Entertainer (연예인)", obteve êxito nos programas musicais, recebendo três vitórias no Inkigayo da SBS. 	
Em 2007, promotores acusaram Psy de "negligenciar" seu serviço militar, realizando apresentações e comparecendo em redes de televisão locais, durante seu período de alistamento. Em 12 de outubro, o Tribunal Administrativo de Seul decidiu que Psy deveria refazê-lo e rejeitou uma ação movida por ele contra a Administração de Força de Trabalho Militar (MMA) previamente em agosto. Dois meses depois, Psy foi admitido novamente para o serviço militar, onde ocupou o posto de Soldado de Primeira Classe e serviu como sinaleiro na 52ª Divisão de Infantaria do Exército, antes de ser dispensado de suas funções em julho de 2009.

### 2010–2012:PsyFivee apresentação de estreia no Japão
Devido a dificuldades financeiras, Psy não podia mais lançar suas próprias canções. Sua esposa o encorajou a se juntar a gravadora YG Entertainment, cujo fundador e diretor executivo, Yang Hyun-suk, era um velho amigo de Psy. Em 2010, Psy se juntou à YG Entertainment e no mês de outubro do mesmo ano, lançou seu quinto álbum de estúdio intitulado PsyFive. O primeiro single retirado do álbum, "Right Now", foi proibido para menores de dezenove anos pelo Ministério da Igualdade de Gênero e Família da Coreia do Sul, pelo que considerou uma letra "obscena" o trecho: "A vida é como álcool tóxico". Apesar da proibição, Psy recebeu prêmios durante o Melon Music Awards e o Mnet Asian Music Awards. Até aquele ponto, ele havia liderado as paradas musicais nacionais, meia dúzia de vezes,  ao longo de sua carreira de 12 anos.
Em 7 de janeiro de 2012, Psy se apresentou ao lado de seus companheiros de gravadora, Big Bang e 2NE1, para um público de 80.000 japoneses durante a turnê YG Family Concert em Osaka. Sua apresentação foi transmitida pelo programa Mezamashi TV da Fuji Television, isto marcou sua primeira aparição em uma rede de televisão estrangeira. Durante sua apresentação, Psy se apresentou aos fãs japoneses com uma placa que dizia "Sou um cantor famoso, conhecido por deixar o público louco na Coreia, mas aqui, hoje, sou apenas um recém-chegado gordinho" e cantou cinco de suas canções de sucesso, enquanto comentaristas da televisão japonesa expressaram aprovação em seu espanto, com a incorporação humorística de Psy de movimentos das cantoras estadunidenses Lady Gaga e Beyoncé.

### 2012–2013: "Gangnam Style" e reconhecimento internacional
Em 15 de julho de 2012, Psy lançou o extended play (EP) Psy 6 (Six Rules), Part 1, o material contou com a faixa título "Gangnam Style" lançada na mesma data do EP. A canção passou a ser executada em redes de televisão e jornais de fora da Ásia. Em 14 de agosto, o respectivo vídeo musical de "Gangnam Style", atingiu o topo da parada mensal de "Vídeos Mais Assistidos" da plataforma de vídeos Youtube, sete dias depois, foi a vez de liderar as paradas de vídeos musicais do iTunes, ultrapassando artistas como Justin Bieber e Katy Perry, este feito foi o primeiro realizado por um artista sul-coreano. 
O vídeo musical de "Gangnam Style" tornou-se viral, o que também popularizou os vídeos mais antigos de Psy, como o de "Right Now". Celebridades estrangeiras como Katy Perry, Britney Spears e Tom Cruise demonstraram interesse na produção. Em 14 de setembro, Psy compareceu ao programa estadunidense The Today Show da NBC, onde apresentou a canção ao vivo e ensinou passos de dança para os âncoras. No dia seguinte, realizou uma participação especial durante uma esquete, em outro programa estadunidense, o Saturday Night Live, apresentando "Gangnam Style". Comentando sobre sua popularidade entre celebridades estrangeiras, Psy disse: 
| “ | (...) Nunca espero coisas assim, e não é porque sejam estrelas, mas porque é o maior mercado de música pop do universo certo, então todo mundo sonha em ter uma aparição nos Estados Unidos, eu ainda estou dizendo: o que está acontecendo aqui? Isso é lindo. | ” |

Com o êxito de "Gangnam Style", Psy foi contratado por Scooter Braun e passou a ter material lançado pela gravadora Schoolboy Records, de propriedade de Braun e distribuída pela Republic Records.

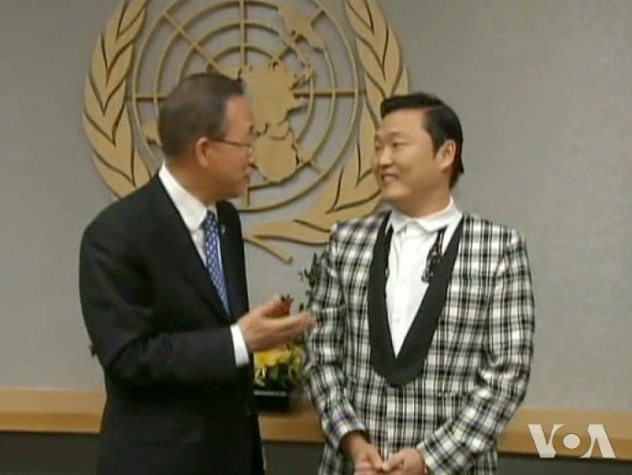
Encontro do secretário-geral da ONU, Ban Ki-moon, com Psy, em outubro de 2012.

No início de setembro, o distrito de Gangnam premiou Psy com uma placa e o nomeou um embaixador honorário. Em 24 de outubro de 2012, ele tornou-se reconhecido pelas Nações Unidas como uma 'sensação internacional". O então secretário-geral da ONU, Ban Ki-moon, expressou seu desejo de trabalhar com Psy, quando se encontraram na sede das Nações Unidas em 23 de outubro, acreditando na premissa de que a música tem grande poder de superar a intolerância. De acordo com o jornal coreano The Dong-a Ilbo, Psy também foi nomeado embaixador da boa vontade do Fundo das Nações Unidas para a Infância (UNICEF). Em 7 de novembro de 2012, Psy fez um discurso pela Oxford Union na Inglaterra, a fim de discutir a inspiração por trás de "Gangnam Style" e disse ao público presente que, devido ao sucesso da canção, vivia tanto um sonho quanto um pesadelo, pois acreditava ser difícil sua próxima canção se igualar a ela. Os ingressos para o discurso de Psy estavam "tão disputados, que eles tiveram que ser atribuídos por cédula - um método não utilizado" nem quando personalidades mundialmente conhecidas discursaram.
Em novembro de 2012, Psy se tornou o segundo artista musical sul-coreano a comparecer ao MTV Europe Music Awards, onde executou "Gangnam Style" e venceu o prêmio de Melhor Vídeo. Poucos dias depois, a cantora estadunidense Madonna, realizou um mashup de "Gangnam Style" e sua canção "Give It 2 Me", ao lado do próprio Psy, durante concerto realizado no Madison Square Garden, Nova Iorque, durante a turnê The MDNA Tour. Ainda no mês de novembro de 2012, "Gangnam Style" tornou-se o vídeo musical mais assistido da história do Youtube e Psy venceu quatro prêmios no Mnet Asian Music Awards realizado em Hong Kong.
Em 21 de dezembro de 2012, "Gangnam Style" alcançou a marca de 1 bilhão de visualizações no Youtube, tornando-se o primeiro vídeo a conquistar tal feito na plataforma. Além disso, Psy conheceu o ator honconquês Jackie Chan, que o chamou de modelo que provou que "os sonhos se tornam realidade". Em janeiro de 2013, Psy foi anunciado como o vencedor do Korea Image Awards, recebendo o prêmio Korea Image Stepping Stone por "sua contribuição para melhorar a imagem nacional". Ele também faz sua estreia na televisão sul-americana, se promovendo no Brasil através de entrevista ao programa Fantástico da rede Globo e como convidado, cantando no Carnaval de Salvador no mês seguinte. Em 25 de fevereiro de 2013, Psy se apresentou na cerimônia de posse presidencial sul-coreana de Park Geun-hye.

## Discografia
Álbuns de estúdio
- Psy from the Psycho World! (2001)
- Ssa2 (2002)
- 3 Mi (Psy 3) (2002)
- Ssajib (2006)
- PsyFive (2010)
- Psy 6 (Six Rules), Part 1 (2012)
- Chiljip Psy-da (2015)
- 4X2=8 (2017)
- 싸다9 "Ssada9" (2022)

## Filmografia

### Televisão
| Ano  | Título                       | Nota                                                           |
| ---- | ---------------------------- | -------------------------------------------------------------- |
| 2012 | Dream High 2                 | Treinador instrutor (Episódio 5)                               |
| 2012 | Superstar K4                 | Ele mesmo – Jurado                                             |
| 2012 | Saturday Night Live          | Ele mesmo, esquete Lids/Gangnam Style(Temporada 38 Episódio 1) |
| 2013 | Live! with Kelly and Michael | Ele mesmo (Duas apresentações dentro de duas semanas)          |
| 2016 | Heroes of Remix              | Ele mesmo – Mentor                                             |
| 2017 | Knowing Bros                 | Participação - Episódio 75                                     |
| 2017 | Fantastic Duo 2              | Participação - Episódios 11-12 com IU                          |
| 2017 | Radio Star                   | Participação - Episódio 527                                    |

### Cinema
| Ano  | Título                  | Papel                    |
| ---- | ----------------------- | ------------------------ |
| 2002 | Wet Dreams              | Professor Aluno Seok-Goo |
| 2016 | From Vegas to Macau III | Sr. Wong                 |

### Participações em vídeos musicais
| Ano  | Título                                     | Artista   |
| ---- | ------------------------------------------ | --------- |
| 2003 | "애송이 ("Aesongi", "Novice Baby Boy")"    | Lexy      |
| 2004 | “Phone Number (전화번호)”                  | Jinusean  |
| 2012 | "Ice Cream"                                | Hyuna     |
| 2013 | "DJ Play My Song (NO, LEAVE ME ALONE)"     | Schmoyoho |
| 2020 | "나로 바꾸자 Switch to me (duet with JYP)" | Rain      |